# Сем Смит
Самјуел Фредерик Смит (енгл. Samuel Frederick Smith; Лондон, 19. мај 1992) je енглески музичар и текстописац.

## Биографија
Певач је рођен 19. маја 1992. у породици оца Фредерика и мајке Кејт. Пре стицања славе, Сем наступа као део џез бендова. Такође иде на часове џеза и клавира. У детињству похађа католичку школу Света Марија у Стотфорду.

## Каријера

### Почеци
Сем Смит се први пут појављује у песми бенда Disclosure - "Latch" која је објављена 8. октобра 2012. године.
У фебруару следеће године (2013) избацује сингл са свог дебитантског албума Lay Me Down. Исте године објављује свој мини албум са називом Nirvana који се састојао од 4 песама: "Safe with Me", соло верзија песме "Latch" , "Nirvana" и "I've Told You Now".

### 2014—2016:и светска слава
Дана 26. маја 2014. избацује албум In the Lonely Hour у сарадњи са Capitol Records. Албум описује као „сву неузвраћену љубав" јер тврди да „праву љубав никад не осећа у прошлости”. До 5. новембра 2014. ово је био број 1 албум у Уједињеном Краљевству, а у САД је албум био на другом месту. На крају године је албум био други најпродаванији албум у САД.
Јануара 2015. је албум именован за други најпродаванији у Уједињеном Краљевству.
Смит гостује 2014. у САД у познатим ТВ емисијама: Late Night with Jimmy Fallon и Saturday Night Live.
2015. Том Пети подиже оптужницу против певача због плагијата. Петијева песма „I Won't Back Down" се поистовећивала са песмом коју изводи Смит „Stay with Me". Суд је пресудио да Пети са сарадницима добија 12,5% зараде од те песме.
На Греми додели награда 2015. године, Смит добија награде: Најбољи нови извођач, Композиција године, Албум године и Најбољи поп вокал.
Смит компонује песму за филм Џејмс Бонд „Writing's on the Wall" 2015. године.

### 2016—данас:
Дана 8. септембра 2017. избацује сингл „Too Good at Goodbyes" који је избио на првом месту по слушаности у Уједињеном Краљевству и пети у САД-у. Новембра исте године избацује свој други албум The Thrill of It All.

## Приватан живот
Сем Смит излази у јавност 2014. и декларише се као хомосексуалац. У листу Attitude изјављује да се више осећа као жена него као мушкарац и да се у младости облачи као девојчица. Такође потврђује да је феминиста и као џендерквир особа. У септембру 2019. мења своју родну заменицу у они (engl. they/them).
Од септембра 2017. до јуна 2018. године је у вези са глумцем Брендоном Флином.

## Дискографија
| Година | Подаци о албуму                                                                      |
| ------ | ------------------------------------------------------------------------------------ |
| 2014.  | In the Lonely Hour - Дискографска кућа: Capitol - Датум изласка: 26. маја 2014.      |
| 2017.  | The Thrill of It All - Дискографска кућа: Capitol - Датум изласка: 3. новембра 2017. |
| 2020.  | Love Goes - Дискографска кућа: Capitol - Датум изласка: 30. октобра 2020.            |
| 2023.  | Gloria - Дискографска кућа: Capitol - Датум изласка: 27. јануара 2023.               |

### Синглови
Као извођач:
- "Bad Day All Week", 2008
- "When It's Alright", 2009
- "Lay Me Down", 2013
- "Money on My Mind", 2014
- "Stay with Me", 2014
- "I'm Not the Only One", 2014
- "Like I Can", 2014
- "Have Yourself a Merry Little Christmas", 2014
- "Writing's on the Wall", 2015
- "Too Good at Goodbyes", 2017
- "One Last Song", 2017
- "Pray", 2018
- "Baby, You Make Me Crazy", 2018
- "Promises", 2018

Као гостујући извођач:
- "Latch", 2012
- "La La La", 2013
- "When It's Alright", 2014
- "God Only Knows", 2014
- "Do They Know It's Christmas?", 2014
- "Moments", 2015
- "Omen", 2015
- "Party Of One", 2018